# Ione, Washington
Ione är en kommun (town) i Pend Oreille County i delstaten Washington i USA. Vid 2010 års folkräkning hade Ione 447 invånare.